# Vitis wenchowensis
Vitis wenchowensis là một loài thực vật hai lá mầm trong họ Nho. Loài này được C. Ling miêu tả khoa học đầu tiên năm 1979.